# Angeliño
 José Ángel Esmorís Tasende (Coristanco, La Coruña, España, 4 de enero de 1997), conocido deportivamente como Angeliño, es un futbolista español que juega de defensa en la A. S. Roma de la Serie A. Es hermano del futbolista Dani Tasende.

## Trayectoria

### Primeros pasos
Se unió al Real Club Deportivo de La Coruña en 2007 con diez años de edad, tras comenzar a jugar al fútbol en la escuela de fútbol Luis Calvo Sanz de Carballo. Jugó durante seis años en las categorías inferiores del Deportivo.

### Manchester City Football Club
El 8 de julio de 2012 firmó un contrato de cuatro años con el Manchester City FC, siendo efectivo en enero del siguiente año. Inicialmente recayó en el equipo sub-18, jugó regularmente con el equipo de los reservas con solo dieciséis años.
El 2 de diciembre de 2014 fue convocado como suplente del primer equipo, que ganó por 1 a 4 en el campo del Sunderland.
El 30 de enero de 2015 debutó con el primer equipo en la victoria como visitante contra el Aston Villa por 0 a 4 en la eliminatoria de la FA Cup, sustituyendo a Clichy en el minuto 81.

#### New York City Football Club
En 2015 fue cedido al New York City FC. donde debutó el 12 de julio de 2015 empatando 4 a 4 contra el Toronto FC. Su primer partido como titular fue contra el New England Revolution, jugando los noventa minutos.

### Alemania
El 31 de enero de 2020 fue cedido hasta final de temporada al RasenBallsport Leipzig, préstamo que el 8 de septiembre se extendió hasta junio de 2021. El 12 de febrero de 2021 el equipo alemán anunció su adquisición en propiedad y firmó un contrato hasta 2025.
Después de esta segunda campaña completa en Alemania, cambió de equipo pero no de país, ya que el 8 de agosto de 2022 llegó al TSG 1899 Hoffenheim para jugar cedido durante la temporada 2022-23.

### Turquía y Roma
El 13 de julio de 2023 el Galatasaray S. K. anunció su incorporación en condición de cedido con opción de compra. Esta cesión terminó en enero para finalizar la campaña en una A. S. Roma que también tenía la oportunidad de adquirirlo en propiedad.

## Selección nacional
Debutó en noviembre de 2013 con la selección de fútbol sub-17 de España en un partido contra Alemania.
Además, el 20 de mayo de 2016, jugó con la selección gallega un partido amistoso, en el estadio de Riazor, contra la selección de fútbol de Venezuela que terminó con empate a 1. En este partido Angeliño fue titular.

## Estadísticas

### Clubes
Actualizado al último partido disputado el 7 de noviembre de 2024.
| Club                               | Div.          | Temporada     | Liga  | Liga  | Copas nacionales | Copas nacionales | Copas internacionales | Copas internacionales | Total | Total |
| Club                               | Div.          | Temporada     | Part. | Goles | Part.            | Goles            | Part.                 | Goles                 | Part. | Goles |
| ---------------------------------- | ------------- | ------------- | ----- | ----- | ---------------- | ---------------- | --------------------- | --------------------- | ----- | ----- |
| New York City F. C. Estados Unidos | 1.ª           | 2015          | 14    | 0     | ―                | ―                | ―                     | ―                     | 14    | 0     |
| New York City F. C. Estados Unidos | Total club    | Total club    | 14    | 0     | 0                | 0                | 0                     | 0                     | 14    | 0     |
| Manchester City F. C. Inglaterra   | 1.ª           | 2015-16       | 0     | 0     | 1                | 0                | 0                     | 0                     | 1     | 0     |
| Manchester City F. C. Inglaterra   | 1.ª           | 2016-17       | 0     | 0     | 1                | 0                | 1                     | 0                     | 2     | 0     |
| R. C. D. Mallorca · España         | 2.ª           | 2016-17       | 17    | 0     | ―                | ―                | ―                     | ―                     | 17    | 0     |
| R. C. D. Mallorca · España         | Total club    | Total club    | 17    | 0     | 0                | 0                | 0                     | 0                     | 17    | 0     |
| NAC Breda · Países Bajos           | 1.ª           | 2017-18       | 34    | 3     | 1                | 0                | ―                     | ―                     | 35    | 3     |
| NAC Breda · Países Bajos           | Total club    | Total club    | 34    | 3     | 1                | 0                | 0                     | 0                     | 35    | 3     |
| PSV Eindhoven · Países Bajos       | 1.ª           | 2018-19       | 34    | 1     | 1                | 0                | 8                     | 0                     | 43    | 1     |
| PSV Eindhoven · Países Bajos       | Total club    | Total club    | 34    | 1     | 1                | 0                | 8                     | 0                     | 43    | 1     |
| Manchester City F. C. Inglaterra   | 1.ª           | 2019-20       | 6     | 0     | 5                | 0                | 1                     | 0                     | 12    | 0     |
| Manchester City F. C. Inglaterra   | Total club    | Total club    | 6     | 0     | 7                | 0                | 2                     | 0                     | 15    | 0     |
| R. B. Leipzig · Alemania           | 1.ª           | 2019-20       | 13    | 1     | 1                | 0                | 4                     | 0                     | 18    | 1     |
| R. B. Leipzig · Alemania           | 1.ª           | 2020-21       | 26    | 4     | 4                | 1                | 7                     | 3                     | 37    | 8     |
| R. B. Leipzig · Alemania           | 1.ª           | 2021-22       | 29    | 2     | 5                | 0                | 11                    | 1                     | 45    | 3     |
| R. B. Leipzig · Alemania           | Total club    | Total club    | 68    | 7     | 10               | 1                | 22                    | 4                     | 100   | 12    |
| TSG 1899 Hoffenheim · Alemania     | 1.ª           | 2022-23       | 33    | 0     | 2                | 1                | ―                     | ―                     | 35    | 1     |
| TSG 1899 Hoffenheim · Alemania     | Total club    | Total club    | 33    | 0     | 2                | 1                | 0                     | 0                     | 35    | 1     |
| Galatasaray S. K. Turquía          | 1.ª           | 2023-24       | 8     | 0     | 0                | 0                | 11                    | 1                     | 19    | 1     |
| Galatasaray S. K. Turquía          | Total club    | Total club    | 8     | 0     | 0                | 0                | 11                    | 1                     | 19    | 1     |
| A. S. Roma · Italia                | 1.ª           | 2023-24       | 16    | 0     | 0                | 0                | 4                     | 0                     | 20    | 0     |
| A. S. Roma · Italia                | 1.ª           | 2024-25       | 10    | 0     | 0                | 0                | 4                     | 0                     | 14    | 0     |
| A. S. Roma · Italia                | Total club    | Total club    | 26    | 0     | 0                | 0                | 8                     | 0                     | 34    | 0     |
| Total carrera                      | Total carrera | Total carrera | 240   | 11    | 21               | 2                | 51                    | 5                     | 312   | 18    |

## Palmarés

### Títulos nacionales
| Título           | Club                  | País       | Año     |
| ---------------- | --------------------- | ---------- | ------- |
| Community Shield | Manchester City F. C. | Inglaterra | 2019    |
| Copa de la Liga  | Manchester City F. C. | Inglaterra | 2019-20 |
| Copa de Alemania | R. B. Leipzig         | Alemania   | 2021-22 |